# IC 2375
IC 2375 је спирална галаксија у сазвјежђу Крма која се налази на листи објеката дубоког неба у Индекс каталогу.
Деклинација објекта је - 13° 18' 11" а ректасцензија 8h 26m 19,6s. Привидна величина (магнитуда) објекта IC 2375 износи 13,7 а фотографска магнитуда 14,5. IC 2375 је још познат и под ознакама MCG -2-22-14, IRAS 08240-1308, PGC 23672.